# Зграда Лалошевића на Тргу братства-јединства бр.3 у Сомбору
Зграда Лалошевића на Тргу братства-јединства бр.3 у Сомбору је подигнута крајем 19. или почетком 20. века и представља непокретно културно добро као споменик културе од великог значаја.

## Изглед зграде
Кућа је позната по Јовану Лалошевићу, сомборском адвокату, оснивачу и првом хоровођи Српског грађанског певачког друштва који ју је купио 1916. године. Зграда је грађена као једноспратна грађевина са једноставним решеним фасадним платном који украшавају плитко профилисани оквири отвора.
Сви отвори су правоугаони, осим двокрилне, лучно завршене улазне капије. На спрату су чеони делови конзола балкона обрађени триглифима и розетом, а ограда балкона је од кованог гвожђа. Спрат фасаде из улице Лазе Костић 3 има едикулу са дрвеном скулптуром Св. Стефана (налази се у Градском музеју Сомбор).
Конзерваторски радови извођени су 2005–2006. године.